# Cystisoma latipes
Cystisoma latipes is een vlokreeftensoort uit de familie van de Cystisomatidae. De wetenschappelijke naam van de soort is voor het eerst geldig gepubliceerd in 1918 door Stephensen.